# Südtiroler Sparkasse
Die Südtiroler Sparkasse AG (ital. Cassa di Risparmio di Bolzano S.p.A.) ist eine Sparkasse und heute mit über 200.000 Kunden das größte Kreditinstitut in Südtirol. Sie hat ihren Hauptsitz in Bozen in der Sparkassenstraße.

## Geschichte

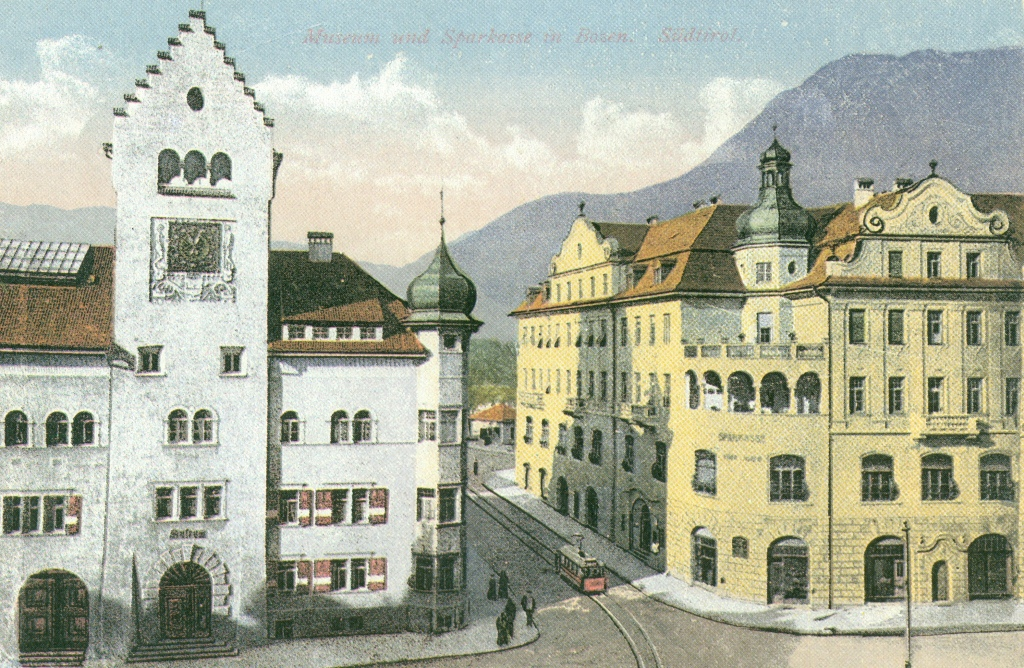
Das Sparkassengebäude um 1920, links davon das Stadtmuseum Bozen

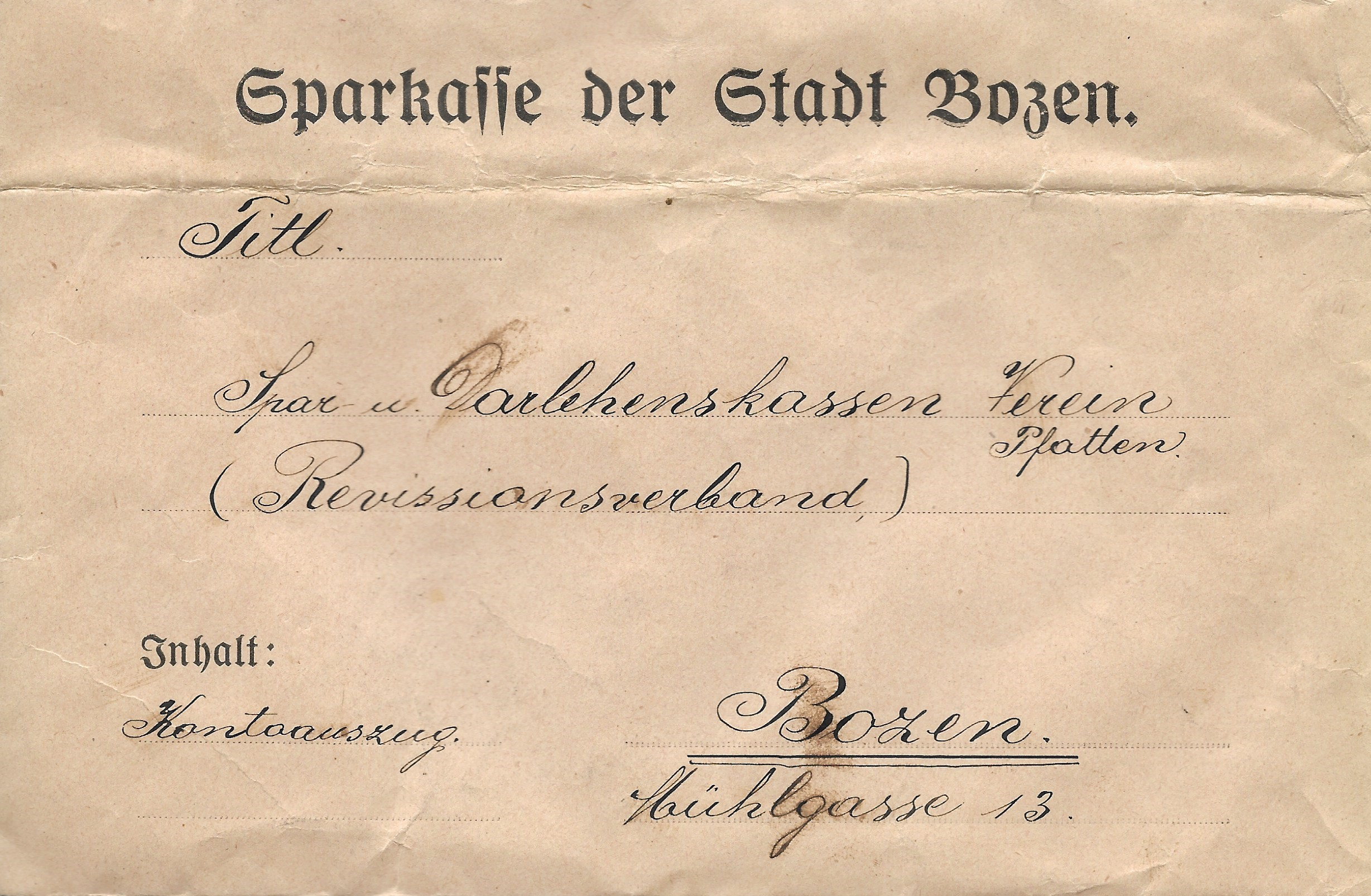
Briefumschlag der Sparkasse der Stadt Bozen von ca. 1920

Die Bozner Sparkasse wurde 1854 auf Initiative Carl von Heppergers gegründet und bezog zunächst das historische Waaghaus am Bozner Kornplatz. Nach ihrem Vorbild entstanden weitere Sparkassen in Bruneck (1857), Meran (1870), Brixen (1871), Schlanders (1873), Sterzing (1901) und St. Ulrich (1906). Diese sechs kleineren Sparkassen fusionierten zwischen 1927 und 1935 unter dem Druck der Faschisten mit der Bozner Sparkasse zu einer einheitlichen Landessparkasse für die Provinz Bozen. Das 1907 im Münchner Neubarockstil von den Gebrüdern Ludwig nach Entwurf von Wilhelm Kürschner neu erbaute Bankgebäude in der Sparkassenstraße wurde im Zuge der Italianisierung Südtirols 1938/39 im rationalistischen Stil nach Plänen von Francesco Rossi und mit einem großformatigen Fassaden-Relief von Hans Piffrader umgebaut.
Eine Änderung des italienischen Bankengesetzes 1992 verfügte, dass alle italienischen Sparkassen den Teil der Aktien, der von Behörden gehalten wurde, in eine Stiftung überführen mussten. Daraufhin wurde die Stiftung Südtiroler Sparkasse gegründet, an die das Aktienkapital der für die operativen Tätigkeiten gegründeten Aktiengesellschaft überging.
Im November 2014 feierte die Bank ihr 160-jähriges Bestehen, musste aber auf Grund von Fehlspekulationen und missachteten Warnungen der italienischen Bankenaufsicht hohe finanzielle Verluste verbuchen. Die Bankenführung versuchte vergeblich, die publizistische Enthüllung dieser Vorgänge gerichtlich zu unterbinden; erst 2020 zog sie die Klage zurück.
2021 stellte sich die Eigentümerstruktur der Aktien wie folgt dar:
- 65,4 % Stiftung Südtiroler Sparkasse
- 29,5 % über 22.000 Aktionäre
- 3,3 % Fondazione Cariplo
- 1,8 % Eurovita Assicurazioni S.p.A

Im Geschäftsjahr 2020 erwirtschaftete die Bank einen Reingewinn von 30,3 Millionen Euro.

## Geschäftsgebiet
Neben dem traditionellen Regionalmarkt Südtirol hat die Sparkasse inzwischen ihr Geschäftsgebiet auf weitere norditalienische Provinzen ausgeweitet und unterhält heute auch Filialen im Trentino und in den Regionen Lombardei, Venetien und Friaul-Julisch Venetien. Außerdem verfügt sie über eine ausländische Niederlassung in München.

## Generaldirektion
Liste der Direktoren (bis 1935) bzw. der Generaldirektoren:
- Adalbert von Röggla, 1883–1910
- Hans Oehm, 1910–1914
- Paul Mayr, 1914–1938
- Edoardo Bressan, 1938–1940
- Enzo Fossi, 1940–1960
- Ladislao Laszloczky, 1960–1974
- Hubert Deutsch, 1975–1978
- Franz Obermair, 1979–1991
- Erich Mayr, 1992–2001
- Timothy M. Brooks, 2002–2009
- Peter Schedl, 2009–2014
- Nicola Calabrò, 2015–